# Senran Kagura Burst Re:Newal
Senran Kagura Burst Re:Newal (閃乱カグラ Burst Re:Newal?) è un videogioco hack and slash del 2018 della serie Senran Kagura, pubblicato per PlayStation 4 e PC.
È un remake di Senran Kagura Burst e rappresenta quindi un ritorno, in chiave rimasterizzata e con una nuova meccanica di gioco, alle origini della serie, riproponendo la trama degli esordi con lo scontro fra le shinobi della scuola Hanzō, capitanate da Asuka, e quelle della scuola Hebijo, capitanate da Homura. Le shinobi delle altre scuole sono presenti come personaggi giocabili tramite DLC. I DLC includono inoltre due capitoli prequel, con protagoniste rispettivamente Yumi e Miyabi.
L'edizione occidentale del gioco è stata censurata su PlayStation 4, con la rimozione della modalità Intimacy, già presente nei titoli precedenti, che consente di palpeggiare virtualmente le ragazze.